# Kkacshiszan állomás
A Kkacshiszan (Kkachisan) állomás a szöuli metró 2-es és 5-ös vonalának állomása, mely Kangszo-ku (Gangseo-gu) kerületben található. A 2-es metró Sindzsong (Sinjeong ) szakaszának végállomása.

## Viszonylatok
| 2-es vonal                                      | 2-es vonal                   | 2-es vonal                                                                   |
| ----------------------------------------------- | ---------------------------- | ---------------------------------------------------------------------------- |
| Sindzsongnegori (Sinjeongnegeori) Sindorim felé | Sindzsong (Sonjeong) szakasz | végállomás                                                                   |
| 5-ös vonal                                      |                              |                                                                              |
| Hvagok (Hwagok) Panghva (Banghwa) felé          | fő vonal                     | Sindzsong (Sinjeong ) Szangil-tong (Sangil-dong) vagy Macshon (Macheon) felé |